# Gmina Štefanje
Štefanje – gmina w Chorwacji, w żupanii bielowarsko-bilogorskiej.

## Miejscowości
- Blatnica
- Daskatica
- Donja Šušnjara
- Gornja Šušnjara
- Laminac
- Narta
- Starine
- Staro Štefanje
- Štefanje